# Liste des représentants des États-Unis pour le Mississippi
L'État du Mississippi dispose de quatre représentants à la Chambre des représentants des États-Unis.

## Délégation au 119econgrès (2025-2027)
| District et Nom | District et Nom | District et Nom | Début du mandat                             | Parti       |
| --------------- | --------------- | --------------- | ------------------------------------------- | ----------- |
| 1               | Trent Kelly     |                 | 2 juin 2015 (9 ans, 9 mois et 21 jours)     | Républicain |
| 2               | Bennie Thompson |                 | 13 avril 1993 (31 ans, 11 mois et 10 jours) | Démocrate   |
| 3               | Michael Guest   |                 | 3 janvier 2019 (6 ans, 2 mois et 20 jours)  | Républicain |
| 4               | Mike Ezell      |                 | 3 janvier 2023 (2 ans, 2 mois et 20 jours)  | Républicain |

### Démographie

#### Parti politique
- un démocrate
- trois républicains

#### Sexe
- quatre hommes (un démocrate et trois républicains)

#### Race
- trois Blancs (républicains)
- un Afro-Américain (démocrate)